# Перлі-Серту
Перлі-Серту (фр. Perly-Certoux) — громада  в Швейцарії в кантоні Женева.

## Географія
Громада розташована на відстані близько 140 км на південний захід від Берна, 8 км на південний захід від Женеви.
Перлі-Серту має площу 2,5 км², з яких на 27% дозволяється будівництво (житлове та будівництво доріг), 69,5% використовуються в сільськогосподарських цілях, 3,1% зайнято лісами, 0,4% не є продуктивними (річки, льодовики або гори).

## Демографія
2019 року в громаді мешкало 3099 осіб (+7,2% порівняно з 2010 роком), іноземців було 24,8%. Густота населення становила 1220 осіб/км².
За віковим діапазоном населення розподілялося таким чином: 21,8% — особи молодші 20 років, 58,5% — особи у віці 20—64 років, 19,6% — особи у віці 65 років та старші. Було 1200 помешкань (у середньому 2,6 особи в помешканні).
Із загальної кількості 1670 працюючих 75 було зайнятих в первинному секторі, 668 — в обробній промисловості, 927 — в галузі послуг.